# Enicospilus minisculus
Enicospilus minisculus är en stekelart som beskrevs av Tang 1990. Enicospilus minisculus ingår i släktet Enicospilus och familjen brokparasitsteklar. Inga underarter finns listade i Catalogue of Life.